# Demokratyczna Bułgaria
Demokratyczna Bułgaria (bułg. Демократична България, DB) – bułgarska koalicja partii politycznych, określana jako ugrupowanie centroprawicowe i proeuropejskie. W skład tej unii weszły trzy podmioty: Demokraci na rzecz Silnej Bułgarii (w skrócie DSB) oraz Tak, Bułgaria! i Zieloni. Liderem tej koalicji został Atanas Atanasow z DSB i Christo Iwanow z Tak, Bułgaria!.
W wyborach do Parlamentu Europejskiego ugrupowanie uzyskało 6,06% głosów i zdobyło 1 mandat.